# 樊会涛
樊会涛（1962年10月18日—），河南汝阳人，中国空空导弹研究院总设计师、副院长、研究员。中国工程院院士汉族，中华人民共和国政治人物、第十二届全国人民代表大会河南地区代表。

## 生平
1986年4月毕业于西北工业大学发动机系发动机专业。主持研制出了具有世界先进水平的空空导弹，实现了中国空空导弹由第三代向第四代的跨越，填补了中国空空导弹领域发展的多项技术空白。2007年，被中共中央、国务院、中央军委授予“高技术武器装备发展建设工程重大贡献奖”，2010年，被中央组织部、国防科工局、人力资源部、中国科学院、中国工程院授予“第二届国防科技工业杰出人才奖”，荣获第六届光华工程奖青年奖。此外，还获得国家科技进步奖一等奖1项，国防科技成果特等奖1项、一等奖1项，国防发明专利6项，出版专著3部，发表论文28篇。
2013年，担任全国人大代表。
2013年12月19日，当选中国工程院院士。2018年2月24日，当选为第十三届全国人大代表。